# Ђидо (филм)
Ђидо је југословенски телевизијски филм из 1970. године. Режирао га је Јован Коњовић, по истоименом делу Јанка Веселиновића.

## Улоге
| Глумац                 | Улога    |
| ---------------------- | -------- |
| Светлана Бојковић      | Љубица   |
| Петар Божовић          | Здравко  |
| Нада Касапић           | Павлија  |
| Љиљана Лашић           | Петра    |
| Жика Миленковић        | Маринко  |
| Никола Милић           | Станојло |
| Стеван Миња            | Радосав  |
| Миодраг Петровић Чкаља | Максим   |
| Миодраг Поповић Деба   | Јован    |